# Histamineproef
Overal in het menselijk lichaam circuleren zogenaamde "mestcellen". Deze cellen bevatten een reservoir aan stoffen die in de huid worden losgelaten als een ontstekingsreactie moet worden opgewekt. De belangrijkste van deze ontstekingsmediatoren is histamine. Bij astma worden bij blootstelling aan aspecifieke prikkels grote hoeveelheden histamine door de mestcellen in het longweefsel vrijgezet; er wordt dus een overdreven ontstekingsreactie opgeroepen. Dit nodeloos leegstorten van de mestcellen kan worden uitgelokt door heel veel oorzaken.
De histamine provocatieproef heeft tot doel het objectiveren van een eventuele verhoogde prikkelbaarheid van de luchtwegen voor aspecifieke prikkels (= bronchiale hyperreactiviteit), door meting van enkele longfuncties na inhalatie van histamine.
De patiënt inhaleert histamineoplossingen van opklimmende concentraties gedurende een bepaalde tijd. De in het UZ Gasthuisberg en het ZOL gevolgde methode is deze van Hargreave. Hierbij wordt histamine ingeademd in concentraties van 0,03; 0,06; 0,125; 0,25; 0,5; 1; 2; 4 en 8 mg/mL gedurende 2 minuten. Na iedere geïnhaleerde concentratie wordt een longfunctiemeting uitgevoerd. De meest gebruikte testen zijn expiratoire één-seconde waarden (FEV1), vitale capaciteit (VC), "peak flow rate" (PEFR), luchtwegweerstand en "flow-volume curve".
De provocatietest zal over het algemeen ongecompliceerd verlopen en zal patiënt hier nauwelijks wat van merken doch uitzonderingen kunnen voorkomen zoals het optreden van ernstige obstructie of restrictie. Om deze reden wordt dit onderzoek altijd onder klinische omstandigheden uitgevoerd.
De histamine provocatietest is positief als er een daling van de FEV1 van 20% optreedt na inhalatie van een histamineconcentratie van 8 mg of minder gedurende 2 minuten.

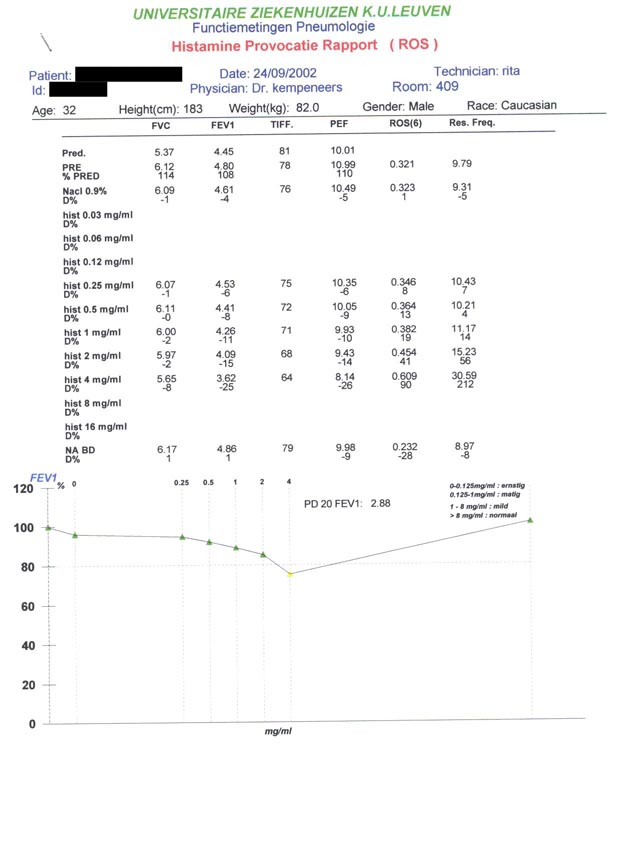
Thumbnail Positieve histamineproef

In het bijgevoegde voorbeeld is een positieve histamineproef geobjectiveerd. Na inhalatie van 2 mg is de FEV1 15% gedaald t.o.v. de beginwaarde. Na 4 mg is de FEV1 25% gedaald. Er wordt geïnterpoleerd naar de concentratie ingeademde histamine waarbij de FEV1 met precies 20% zou gedaald zijn. Dit is in dit geval 2,88 mg. Men zegt dan dat de PC20 = 2,88 mg/mL.
Een PC20 van meer dan 8 mg/mL is normaal. Een PC20 tussen 1 en 8 mg/mL is een beeld van een mild gestoorde histamineproef. Een PC20 onder de 1 mg/mL is matig gestoord. Een PC20 van minder dan 0,125 mg/mL is ernstig gestoord.
Een positieve histamineproef wijst dus op een overgevoeligheid van de luchtwegen. Deze kan erfelijk zijn of veroorzaakt door een allergie – al dan niet beroepsmatig: immunologisch (beroeps)astma. Ze kan echter ook in het leven geroepen zijn door een eenmalige blootstelling aan een hoge concentratie van irriterende dampen: RADS (Reactive Airways Dysfunction Syndrome), of door veelvuldige blootstellingen aan lagere concentraties van irriterende dampen: IIA (Irritant-induced asthma).